# 松田秀知
松田 秀知（まつだ ひでとも、1950年7月26日 - 2021年9月）は、日本のテレビドラマディレクター、演出家。

## 来歴
大阪芸術大学放送学科卒業後、フジテレビ契約ディレクターを経て1987年共同テレビに入社。共同テレビジョン部長待遇ゼネラルディレクターを経て、大阪芸術大学放送学科教授を歴任。
田村正和、陣内孝則、柳葉敏郎といった俳優と仕事をする機会が多く、近年は特に米倉涼子主演の連続ドラマで4作連続でメイン監督を務めており、その米倉主演の劇場版『交渉人 THE MOVIE』（2010年2月公開）も監督。松田にとって映画の初メガホンとなった。ちなみに米倉とは腹を分かち合って話せる間柄でもあったようで「喧嘩するほど仲が良い」関係だった模様。
2021年9月、死去。享年71歳。

## 主な監督作品

### テレビドラマ
★：メイン監督
- 熱くなるまで待って!（1987年7月期、フジテレビ）
- ニューヨーク恋物語（1988年1月期、フジテレビ）
- 君のためにできること（1992年7月期、フジテレビ月曜21時）★
- 世にも奇妙な物語（1900年～2006年、フジテレビ）
  - 1990年　冬の特別編「王様の耳はロバの耳」
  - 「テレフォンカード」
  - 1991年　春の特別編「夢を買う男」
  - 1991年　秋の特別編「開かずの踏切」
  - 1991年　冬の特別編「午前3時のノック」
  - 1992年　春の特別編「気づかれない男」
  - 1992年　冬の特別編「ロンドンは作られていない」
  - 1996年　秋の特別編「すみません、握手してください」
  - 1996年　聖夜の特別編「テレパシー・ラブ」
  - 1997年　春の特別編「管理人」
  - 2002年　春の特別編「おかしなまち」
  - 2006年　15周年の特別編「奥さん屋さん」
- 古畑任三郎シリーズ（1994年・1995年・1996年、フジテレビ）
  - 第6回「ピアノ・レッスン」
  - 第8回「殺人特急」
  - 第11回「さよなら、DJ」
  - 第12回「最後のあいさつ」
  - 第13回「笑うカンガルー」
  - 第15回「笑わない女」
  - 第17回「赤か、青か」
  - 第19回「VSクイズ王」
  - 第21回「魔術師の選択」
- 巡査・今泉慎太郎（古畑任三郎のスピンオフ作品）
  - 第2回「慎太郎怒るの巻」
  - 第4回「ライバル登場の巻」
  - 第6回「まいったぜ慎太郎の巻」
  - 第8回「フニャフニャ慎太郎の巻」
- BSドラマ/NHKドラマ館 チョコレート革命（1998年、NHK）★
- 火・曜・特・番!! 意地悪ばあさんリターンズ 伝説のばあさんVS湾岸署スリーアミーゴス意地悪バトル（1999年、フジテレビ）
- 木曜ミステリー 京都迷宮案内 第1シリーズ（1999年、テレビ朝日）
- 京都迷宮案内 スペシャル（2001年、テレビ朝日）
- 木曜ドラマ エースをねらえ!（2004年1月期、テレビ朝日木曜9時）
- 木曜ドラマ 松本清張 黒革の手帖（2004年10月期、テレビ朝日木曜9時）
- 金曜エンタテイメント ずっと逢いたかった。（2005年9月30日、フジテレビ）
- ドラマ24 嬢王（2005年10月期テレビ東京）　※1話のみ
- 木曜ドラマ 松本清張 けものみち（2006年1月期、テレビ朝日木曜9時）★
- ドラマW MBO〜経営権争奪・企業買収の行方〜（2007年、WOWOW）
- 松本清張・最終章 わるいやつら（2007年1月期、テレビ朝日・朝日放送金曜9時）★
- 花ざかりの君たちへ〜イケメン♂パラダイス〜（2007年7月期、フジテレビ火曜9時）★
- 交渉人〜THE NEGOTIATOR〜（2008年1月期・2009年10月期、テレビ朝日木曜9時）★
- 四つの嘘（2008年7月期、テレビ朝日木曜9時）
- セレブと貧乏太郎（2008年10月期、フジテレビ火曜9時）★
- アタシんちの男子（2009年4月期、フジテレビ火曜9時）★
- ナサケの女〜国税局査察官〜（2010年10月期、テレビ朝日木曜9時）★
- 花ざかりの君たちへ〜イケメン☆パラダイス〜2011（2011年7月期、フジテレビ日曜9時）★
- ぼくの夏休み（2012年7月期・東海テレビ/フジテレビ月曜-金曜1時30分）★
- ドクターX〜外科医・大門未知子〜（2012年10月期・2013年10月期・2014年10月期、テレビ朝日木曜9時）
- 松本清張没後20年・ドラマスペシャル 熱い空気（2012年12月22日、テレビ朝日）
- ドラマスペシャル 家政婦は見た!（2014年3月2日、テレビ朝日）
- 遺産争族（2015年、テレビ朝日）
- テレビ東京開局55周年特別企画 新春ドラマスペシャル最後のオンナ（2020年1月6日、テレビ東京）

### 映画
- 交渉人 THE MOVIE タイムリミット高度10,000mの頭脳戦（2010年2月11日公開、東映）

## 受賞歴
1994年
- 第1回ザテレビジョンドラマアカデミー賞 監督賞（星護､河野圭太と共に）（『警部補・古畑任三郎』）